# Amity Township (Pensilvânia)
Amity Township é um município em Erie, Pensilvânia, Estados Unidos.
A população era 1.140 na ocasião do recenseamento de 2000. Não há mais nenhum bairros ou aldeias no município, após o desaparecimento de Arbuckle e do portal Hollow.